# Frères Willot
Pour les articles homonymes, voir Willot et Agache.
Les frères Willot, au nombre de quatre, Bernard, Jean-Pierre, Regis et Antoine, d'une famille d'industriels français de Roubaix (Nord), descendants directs des premiers rois de Wessex et d'Angleterre et des premiers Capétiens, sont les fondateurs de la Société foncière et financière Agache-Willot. 

## Historique
À partir de l'usine familiale Le Crèpe Willot (devenu plus tard Caducée), fabricant de pansements, les quatre frères Willot créèrent un empire industriel, le groupe Agache-Willot dans les années 1960.
La Société du Crêpe Willot (pansements, articles d'hygiène) a été fondée en 1905. En 1964, la Société du Crêpe qui était basée à Roubaix, s'installe à Wasquehal rue Christophe-Colomb, jusqu'en 1972.
Elle rachète en 1944 près de 40 entreprises et fusionne en 1967 avec les Établissements Agache pour fonder la Société foncière et financière Agache-Willot. La même année, les frères Willot reprennent les bâtiments de l'usine Descamps, qui vient de fermer, à Linselles. Ils y font installer en 1968 la première machine à faire des couches pour bébés (les couches de cellulose avaient été créées par Willot dès 1963). La production en grande série est lancée en 1971 sous la marque Peaudouce.
Le succès est fulgurant et la société doit très vite s'agrandir et lancer d'autres lignes de fabrication. Par ailleurs Agache-Willot rachète en 1978 Boussac Saint-Frères comprenant de nombreuses filatures et des marques de distribution et d'habillement comme Dior Couture, Le Bon Marché, Ted Lapidus, mais aussi Conforama (ameublement) en 1976 et Korvettes (en) supermarchés discount aux États-Unis, ce qui marqua leur apogée en 1979. En quelques semaines cette acquisition s'avère être un piège et on parle de 100 millions de dollars de l'époque qui auraient été transférés de la France vers les États-Unis, avant que l'enseigne ne soit cédée en urgence. Encore quelques semaines plus tard elle fait définitivement faillite.
Des difficultés de trésorerie qui entraînent le dépôt de bilan d'Agache-Willot en 1981, plusieurs dirigeants sont condamnés à des peines de prison, puis relaxés en appel. La holding financière est étroitement surveillée par le gouvernement Pierre Mauroy, puis son sort est scellé par le gouvernement Laurent Fabius fin 1984, qui la confie à la banque Lazard et son poulain Bernard Arnault, lui-même floué aux États-Unis dans ses affaires immobilières.
Confrontés à des difficultés structurelles et suscitant des jalousies à la fois des vieilles familles bourgeoises de la place de Roubaix-Tourcoing et des socialistes parisiens fraîchement arrivés au pouvoir en 1981[non neutre] et inquiets des licenciements dans la filière textile, les frères Willot perdent le soutien des banques d'investissement comme Lazard et sont contraints de vendre. Le gouvernement Fabius de l'époque choisit et finance alors un jeune polytechnicien lui aussi roubaisien, Bernard Arnault, qui fondera sur les ruines de SFFAW (Société foncière et financière du groupe Agache-Willot, puis Financière Agache) le leader mondial du luxe LVMH - Moët Hennessy Louis Vuitton.
D'autres établissements achetés par les Willot connaîtront un sort moins heureux tels les Établissements Masurel (Tissage de Linselles) rattachés à Boussac-Saint Frères, qui ferment en 1987. En 1988, la société suédoise Mölnlycke, qui souhaite renforcer sa position sur le marché français, se porte acquéreur de la société Peaudouce. Peaudouce-Linselles emploie en 1991, 1 187 personnes dont 700 à la fabrication sur 62 000 m2 et contrôle d'autres unités de production à Ponchâteau, Moyenmoutier et Saint-Ouen. Le 12 juillet 2015, Jean-Pierre Willot meurt.